# Shingo Kukita
Shingo Kukita (久木田 紳吾 Kukita Shingo?), född 24 september 1988 i Kumamoto prefektur, är en japansk fotbollsspelare.
Kukita började sin karriär 2010 i Fagiano Okayama. 2012 blev han utlånad till Matsumoto Yamaga FC. Han gick tillbaka till Fagiano Okayama 2013. 2018 flyttade han till Thespakusatsu Gunma.